# Зоркий, Зиновий Кузьмич
Зиновий Кузьмич Зоркий (? — 12 сентября 1938, Артёмовск, Луганская область, Украинская ССР, СССР) — советский партийный и государственный деятель, ответственный секретарь Сретенского окружного комитета ВКП(б) (1929—1930).

## Биография
Член РСДРП(б) с августа 1917 г.
В 1929—1930 гг. — ответственный секретарь Сретенского окружного комитета ВКП(б).
Был арестован, приговорен к высшей мере наказания за антисоветскую деятельность. 12 сентября 1938 г. расстрелян.